# Informationelle Selbstbestimmung
Das Recht auf informationelle Selbstbestimmung ist im Recht Deutschlands das Recht des Einzelnen, grundsätzlich selbst über die Preisgabe und Verwendung seiner personenbezogenen Daten zu bestimmen. Es ist nach der Rechtsprechung des Bundesverfassungsgerichts ein Datenschutz-Grundrecht, das im Grundgesetz für die Bundesrepublik Deutschland nicht ausdrücklich erwähnt wird. Der Vorschlag, ein Datenschutz-Grundrecht in das Grundgesetz einzufügen, fand bisher nicht die erforderliche Mehrheit. Personenbezogene Daten sind jedoch nach Datenschutz-Grundverordnung und nach Art. 8 der EU-Grundrechtecharta geschützt, konkret sind natürliche Personen vor den Folgen der Speicherung und Verarbeitung von personenbezogenen bzw. personenbeziehbaren Daten geschützt.

## Allgemeines
Der Begriff des informationellen Selbstbestimmungsrechts geht zurück auf ein Gutachten von Wilhelm Steinmüller, Bernd Lutterbeck u. a. aus dem Jahr 1971. Das informationelle Selbstbestimmungsrecht ist eine Ausprägung des allgemeinen Persönlichkeitsrechts und wurde vom Bundesverfassungsgericht im sogenannten Volkszählungsurteil 1983 als Grundrecht anerkannt. Ausgangspunkt für das Bundesverfassungsgericht ist das sogenannte allgemeine Persönlichkeitsrecht (APR), also Art. 2 Abs. 1 GG in Verbindung mit Art. 1 Abs. 1 GG.
Die Selbstbestimmung bei der freien Entfaltung der Persönlichkeit werde gefährdet durch die Bedingungen der modernen Datenverarbeitung. Wer nicht wisse oder beeinflussen könne, welche Informationen bezüglich seines Verhaltens gespeichert und vorrätig gehalten werden, werde aus Vorsicht sein Verhalten anpassen (siehe auch: Panoptismus). Dies beeinträchtige nicht nur die individuelle Handlungsfreiheit, sondern auch das Gemeinwohl, da ein freiheitlich demokratisches Gemeinwesen der selbstbestimmten Mitwirkung seiner Bürger bedürfe. „Mit dem Recht auf informationelle Selbstbestimmung wären eine Gesellschaftsordnung und eine diese ermöglichende Rechtsordnung nicht vereinbar, in der Bürger nicht mehr wissen können, wer was wann und bei welcher Gelegenheit über sie weiß.“
Das Recht auf informationelle Selbstbestimmung leitet sich nach Ansicht des Europäischen Parlamentes auch aus Art. 8 Abs. 1 der Europäischen Menschenrechtskonvention ab:

„Jede Person hat das Recht auf Achtung ihres Privat- und Familienlebens, ihrer Wohnung und ihrer Korrespondenz.“

Aufbauend auf dieser Begründung hatte das EU-Parlament gegen die EU-Kommission Klage erhoben, weil die verbindliche Speicherung der Verkehrsdaten der EU-Bürger gegen diese Regelung verstoße.

## Schutzbereich
Das Recht auf informationelle Selbstbestimmung ist weit gefasst. Es wird nicht unterschieden, ob mehr oder weniger sensible Daten des Einzelnen betroffen sind. Das Bundesverfassungsgericht stellte fest, dass unter den Verarbeitungs- und Verknüpfungsmöglichkeiten der Informationstechnologie auch ein für sich gesehen belangloses Datum einen neuen Stellenwert bekommen könne und es insoweit keine belanglosen Daten gebe.

## Eingriffe
Einschränkungen des Grundrechts sind zwar möglich, bedürfen aber einer gesetzlichen Grundlage, die dem Gebot der Normenklarheit entspricht. Dabei hat der Gesetzgeber abzuwägen zwischen dem Geheimhaltungsinteresse des Betroffenen und dem öffentlichen Informationsinteresse der verarbeitenden Stelle, d. h. das Allgemeininteresse muss überwiegen.
Es wird differenziert zwischen Maßnahmen, die ohne oder gegen den Willen des Betroffenen vorgenommen werden, und solchen, die freiwillig erfolgen. Für erstere muss die gesetzliche Ermächtigung auch „bereichsspezifisch, präzise und amtshilfefest“ sein (Volkszählungsurteil, BVerfGE 65, 1 [46]).
Zudem kann man unterscheiden zwischen anonymisierten Daten, die keinen Rückschluss auf den Betroffenen zulassen (z. B. für statistische Erhebungen), und Daten, die personalisierbar sind. Bei anonymisierten Daten ist die Zweckbindung gelockert, für Daten, die personalisierbar sind, gilt eine strenge Zweckbindung. Der Gesetzgeber muss Vorkehrungen treffen, um Datenmissbrauch zu verhindern (Verfahrensvorschriften, Datenschutzbeauftragte, …).

## Auswirkungen
Das informationelle Selbstbestimmungsrecht wurde die Grundlage für die bestehenden Datenschutzgesetze wie das Bundesdatenschutzgesetz oder die Landesdatenschutzgesetze und beeinflusste auch die Entwicklung der Richtlinie 95/46/EG (Datenschutzrichtlinie).
Auch in jüngerer Zeit hat das Recht auf informationelle Selbstbestimmung in der verfassungsgerichtlichen Rechtsprechung eine große Rolle gespielt. So wurde die Rasterfahndung in Nordrhein-Westfalen für verfassungswidrig erklärt, sofern sie nur auf Grundlage einer „allgemeinen Bedrohungslage“ geschieht; die § 100c und § 100d StPO (der sogenannte Große Lauschangriff) mussten um einen Straftatenkatalog und um explizite Löschungsvorschriften ergänzt werden (BVerfGE 109, 279).
Das Recht auf Nichtwissen gilt als „negative Variante des Rechts auf informationelle Selbstbestimmung“.

## Ausspähen
Das Ausspähen privater Daten aus einem staatlichen Interesse heraus ist strengen Beschränkungen unterworfen. Es bedarf nach dem Vorbehalt des Gesetzes generell der gesetzlichen Regelung und nach den Grundsätzen der Gewaltenteilung der richterlichen Anordnung. Nach bestimmter Frist muss dem Ausgespähten zudem Kenntnis über den Vorgang gegeben werden. Eine beabsichtigte Ausspähung auf Vorrat wird damit kaum in Gesetzesrang kommen.
Zuletzt 2008 hat das Bundesverfassungsgericht die gesetzlichen Regelungen des Landes Nordrhein-Westfalen als verfassungswidrig gekippt. Klarstellungen des Bundesministeriums des Innern werden für die entsprechenden bundesgesetzlichen Regelungen erwartet.

## Vereinbarungen
Unter der Maßgabe der aktuellen Rechtsprechung (s. o.) bedarf jede Verknüpfung personenbezogener Daten für Zwecke Dritter der Zustimmung, wenn der Rechtsanspruch der Beteiligten nicht eingeschränkt sein soll. Dazu sind Vereinbarungen möglich, die zwischen den Beteiligten getroffen werden und damit die ausdrückliche Zustimmung der Beteiligten dokumentieren. Es kann nicht durch Vereinbarung zweier Parteien eine Gültigkeit für Dritte erreicht werden. Im Umkehrschluss kann ebenso eine Vereinbarung zwischen zwei Parteien nicht durch eine Vereinbarung mit Dritten aufgehoben oder unwirksam werden.
Insoweit ist im Zusammenhang mit neuen Techniken und Verfahrensweisen (Technologien) davon auszugehen, dass eine Verletzung der Rechte der informationellen Selbstbestimmung beispielsweise durch Einrichtungen zur Ortsbestimmung technisch möglich ist. Diese technische Möglichkeit aber generell als gesetzeswidrig auszuschließen, ist keine haltbare Position. Dies wird allein durch die bekannten Einrichtungen der Mobilfunktechnik bestätigt.

## Verstöße
Nutzt ein Unternehmen für den Betroffenen erkennbar persönliche Daten, hat der Betroffene generell einen Rechtsanspruch auf Auskunft über die Speicherung dieser Daten und den Verwendungszweck dieser Daten. Geht die Speicherung über einfache Adressdaten hinaus, hat der Betroffene generell einen Rechtsanspruch auf Löschung der Speicherung dieser Daten, wenn er mit dem Unternehmen keine Vertragsbeziehungen hat (siehe auch: Bundesdatenschutzgesetz: Kapitel 2: Rechte der betroffenen Person (§§ 32 - 37)).
Wird ein Unternehmen beispielsweise durch Werbeaktionen lästig, kann der Betroffene in jedem Einzelfall durch Formschreiben unter Angabe der Adresse Auskunft einholen. Erfolgt keine Auskunft durch das Unternehmen, kann der Betroffene rechtliche Mittel nutzen, um per Abmahnung durch einen Rechtsanwalt oder per Klage bei Gericht Auskunft und Löschung durchzusetzen. Die Kosten trägt zunächst der Betroffene.